# Diana El Jeiroudi
Diana El Jeiroudi  (en árabe: ديانا الجيرودي) (seudónimo Diana Aljeiroudi),  15 de enero de 1977 (48 años) es una galardonada documentalista independiente siria, que opera desde Berlín, cineasta, directora de cine, productora de filmes; y, cofundadora del Festival internacional de cine DOX BOX de Siria, y la ONG DOX BOX e.V. en Alemania. En 2014, Diana fue la primera siria en ser jurado en el Festival de Cannes, habiendo sido parte de su primer jury de El Ojo de Oro para Documentales. Y, en 2017, junto con su pareja Orwa Nyrabia, fueron las primeras sirias invitadas a convertirse en miembros de la Academia de Artes y Ciencias Cinematográficas.

## Biografía
Se graduó con un B.A. en Artes y Humanidades, y en Literatura inglesa, por la Universidad de Damasco, Siria. De 1998 a 2002, trabajó en mercadeo y publicidad, para algunas agencias internacionales, antes de comenzar en Proaction Film, una productora independiente de cine, en Damasco, con Orwa Nyrabia. También, se especializó en la producción cinematográfica en el Instituto Nacional de Audiovisuales/Sorbona en Francia.

### Carrera
Después de dar comienzo con una carrera muy prometedora en el campo del marketing, en 2002, Diana lanzó una compañía de producción cinematográfica con su pareja Orwa Nyrabia. Su primer filme como directora fue The Pot (2005), un corto documental experimental que se estrenó en el prestigioso Festival internacional de documentales de Yamagata en Japón; y, luego, proyectada en más de sesenta países, recibiendo críticas elogiosas.
Su segundo filme Dolls, A Woman from Damascus (Muñecas, una mujer de Damasco), de 2008, fue premiada en:
- Festival internacional de documentales de Ámsterdam (IDFA);
- Visions du réel;
- Festival internacional del cine mediterráneo de Montpellier,[6]
- Festival internacional de documentales de Copenhague.

Y en más de cuarenta países.
Dolls, A Woman from Damascus fue también, muy bien recibida por la crítica. Así CounterPunch dijo: -"A veces, hay una película que encapsula todas las tensiones y contradicciones de un pueblo y un Estado. Este es el mérito de la película documental de Diana El Jeiroudi sobre la situación de las mujeres, el advenimiento de la sociedad de consumo y la creciente influencia del fundamentalismo musulmán en Siria."
En 2017, se hizo público que, en 2012, realizó un tercer documental, codirigido con su colaborador a largo plazo, el fotógrafo y activista sirio Guevara Namer. El cortometraje, titulado Morning Fears, Night Chants (Miedos de la Mañana, Cánticos de la Noche) fue premiado, en 2012, en el Festival internacional de documentales de Ámsterdam (IDFA) con una lista de reparto de nombres de alias, y contó la historia de una joven cantante y compositora siria que vivía bajo el peligro de enjuiciamiento en Damasco.
Sus películas también se mostraron en eventos y lugares de arte, incluyendo Kunsthalle de Viena, Museos Estatales de Berlín, Bienal de Arte de Asia en Taiwán.
Como productora de documentales, Diana trabajó en varios proyectos exitosos, incluyendo Agua plateada, autorretrato de Siria, estrenada en el Festival de Cannes de 2014, obteniendo un Grierson Awards en el Festival de Cine de Londres BFI de 2014, y en el The Mulberry House, por la escocesa (nominada a los Yemeni Oscar) realizadora Sara Ishaq, estrenada en el Festival internacional de documentales de Ámsterdam (IDFA) de 2013; y, luego lanzado teatralmente en Austria y en España. Diana también fue una de las productoras del Festival de Cine de Sundance de 2014, con el Documental ganador del Premio del Gran Jurado Retorno a Homs.
En su otra capacidad, como promotora y entrenadora de documentales, Diana encabezó las actividades profesionales en DOX BOX, a través de la cual logró convertir el festival en la plataforma cinematográfica más notable de la región. Ella y su compañera Orwa Nyrabia, lanzaron DOX BOX a principios de 2008. El festival internacional de cine documental se convirtió rápidamente en el más importante documental encuentro en el Mundo Árabe. El festival comenzó con proyecciones en cines de Damasco; y, a partir de 2009, las proyecciones se ampliaron a otras ciudades sirias, incluidas Homs y Tartus. Junto con el festival anual, se ofrecieron muchos talleres y actividades a jóvenes cineastas sirios. La quinta edición del festival, prevista para marzo de 2012, se canceló en protesta por la represión del gobierno sirio contra manifestantes durante el levantamiento sirio en curso. En su lugar, Diana abogó por que los documentales sirios se mostraran en festivales de todo el mundo en lo que se denominó el "Día Global de Dox Box". El objetivo, según el sitio web de DOX BOX, era mostrar "cómo la pobreza, la opresión y el aislamiento no impiden que los humanos sean espectacularmente valientes, tercos y dignos." Su trabajo con DOX BOX le valió a ella y a su compañera, Orwa Nyrabia, varios premios incluyendo el Galardón Katrin Cartlidge y el Premio de la Red Documental Europea, en 2012.
En 2014, tras mudarse a Berlín, Diana anunció la creación de DOX BOX e.V., una asociación sin fines de lucro dirigida al apoyo, la promoción y la educación de una nueva generación de documentalistas en el Mundo árabe, además de ser cofundadora y gerenta general de la asociación, y también continuó produciendo y dirigiendo películas.
En 2015, Diana fue una de los miembros del jurado para el primer premio de cine documental "L'Œil d'or"  ("The Golden Eye") en Festival de Cannes 2015; y, sirvió en jurados de varios festivales, incluyendo el IDFA, Festival Jeden Svět de Praga... entre otros. El Jeiroudi es además miembro de la Deutsche Filmakademie.